# Kverkfjöll
Kverkfjöll – czynny (ostatnia słaba erupcja w 1968 r.) kompleks wulkaniczny (1930 m n.p.m.) położony w południowo-wschodniej Islandii na północnym krańcu lodowca Vatnajökull. W kompleksie zidentyfikowano dwie eliptyczne, wypełnione lodem kaldery o wymiarach około 8 × 5 km każda.